# روميو دياز
روميو دياز هو ملحن فلبيني، ولد في 1950.

## وصلات خارجية
- روميو دياز على موقع IMDb (الإنجليزية)
- روميو دياز على موقع ميوزك برينز (الإنجليزية)
- روميو دياز على موقع ميوزك برينز (الإنجليزية)
- روميو دياز على موقع ديسكوغز (الإنجليزية)
- روميو دياز على موقع قاعدة بيانات الفيلم (الإنجليزية)